# Allium hollandicum
Allium hollandicum — вид рослин з родини амарилісових (Amaryllidaceae); поширений у пн.-cх. Іраку, зх. Ірані.

## Опис
Цибулина діаметром 2.5–4 см, сплющено-куляста. Стебло довжиною 50–80(100) см, діаметром 5–9 мм, під час цвітіння гладке, в сухому стані дрібно ребристе. Листків 3–5 (у культивованому матеріалі 9), довжиною 30–45 см, шириною 1.5–3 мм, лінійно-ланцетоподібні, сірувато-зелені, з сивим нальотом, краї гладенькі. Зонтик спочатку напівсферичний і досить щільний, нарешті стає кулястим і млявим; квітконіжки довжиною 3–5 см, майже рівні. Оцвітина дзвінчаста сегменти довжиною 7–9 мм, шириною 1.8–2 мм, ланцетні, зазвичай пурпурувато-фіолетові (у деяких культивованих клонів фіолетового кольору) з яскравішими жилками. Коробочка серцеподібна в обрисі.

## Поширення
Поширений у північно-східному Іраку, західному Ірані.